# Onechanbara Z2: Chaos
Onechanbara Z2: Chaos (お姉チャンバラZ2 ～カオス～?, OneeChanbara Z2) è un videogioco del 2014 uscito in esclusiva per PlayStation 4, sequel di Onechanbara Z: Kagura - With NoNoNo! del 2013 per PlayStation 3. Si tratta del decimo capitolo della serie videoludica Onechanbara.

## Trama
La trama riprende esattamente da dove era stata interrotta nel precedente capitolo, con Kagura e Saaya del clan Vampiric da una parte ed Aya e Saki del clan Baneful dall'altra che ricominciano a combattere fra di loro, in quanto appartenenti a due clan rivali. Tuttavia lo scontro fra le due coppie di sorelle viene interrotto da una nuova nemica, Evange, una degli ultimi membri sopravvissuti del clan Baneful, che trama di conquistare il mondo grazie ad un esercito di zombie. Le quattro ragazze dovranno così posare l'ascia di guerra e allearsi contro il loro nuovo nemico comune.

## Recensioni

### Aggregatori di recensioni
- GameRankings: 57.83%[3]
- Metacritic: 57/100[4]

### Risultati delle recensioni
- Destructoid: 5.5/10[5]
- Famitsū: 31/40[6]